# Engaso 0.220
Engaso 0.220 è un fumetto di fantascienza italiano pubblicato a partire dal 1994 dall'editore Micro Art di Napoli.
Ideato da Francesco Casillo, Enzo Troiano e Paolo Caputo, l'albo veniva distribuito con cadenza mensile.
Vi hanno disegnato, fra gli altri, Antonio Marinetti e i gemelli Gianluca e Raul Cestaro.

## Trama
Dopo quasi cinquecento anni dalla colonizzazione del pianeta Marte, città tentacolari costruite lungo l'equatore marziano ospitano milioni di abitanti. In gran parte si tratta di operai sfruttati da spietate multinazionali. La storia è ambientata a Engaso, un quartiere di New Cube, una di queste grandi metropoli; ben lungi dall'essere un mondo utopistico, la società di Engaso è corrotta, violenta e spietata con i più deboli.

## Temi
Sebbene l'ambientazione possa richiamare lo scenario di film quali Atto di forza (1990) e Rollerball (1975), Engaso 0.220 presenta un ritratto della società marziana brutale e senza ipocrisie ed è ispirato alla cronaca violenta del mondo contemporaneo. L'assenza di un unico protagonista e la crudezza dei temi trattati differenziano Engaso 0.220 dalla maggior parte dei fumetti editi in quel periodo.

## Critiche
Engaso 0.220 fu spesso criticato per la qualità alternante delle sue uscite, la cui causa era dovuto al fatto che la Micro art srl era una società di proprietà di alcuni degli stessi autori (Caputo, Casillo e Troiano)..